# 灰色

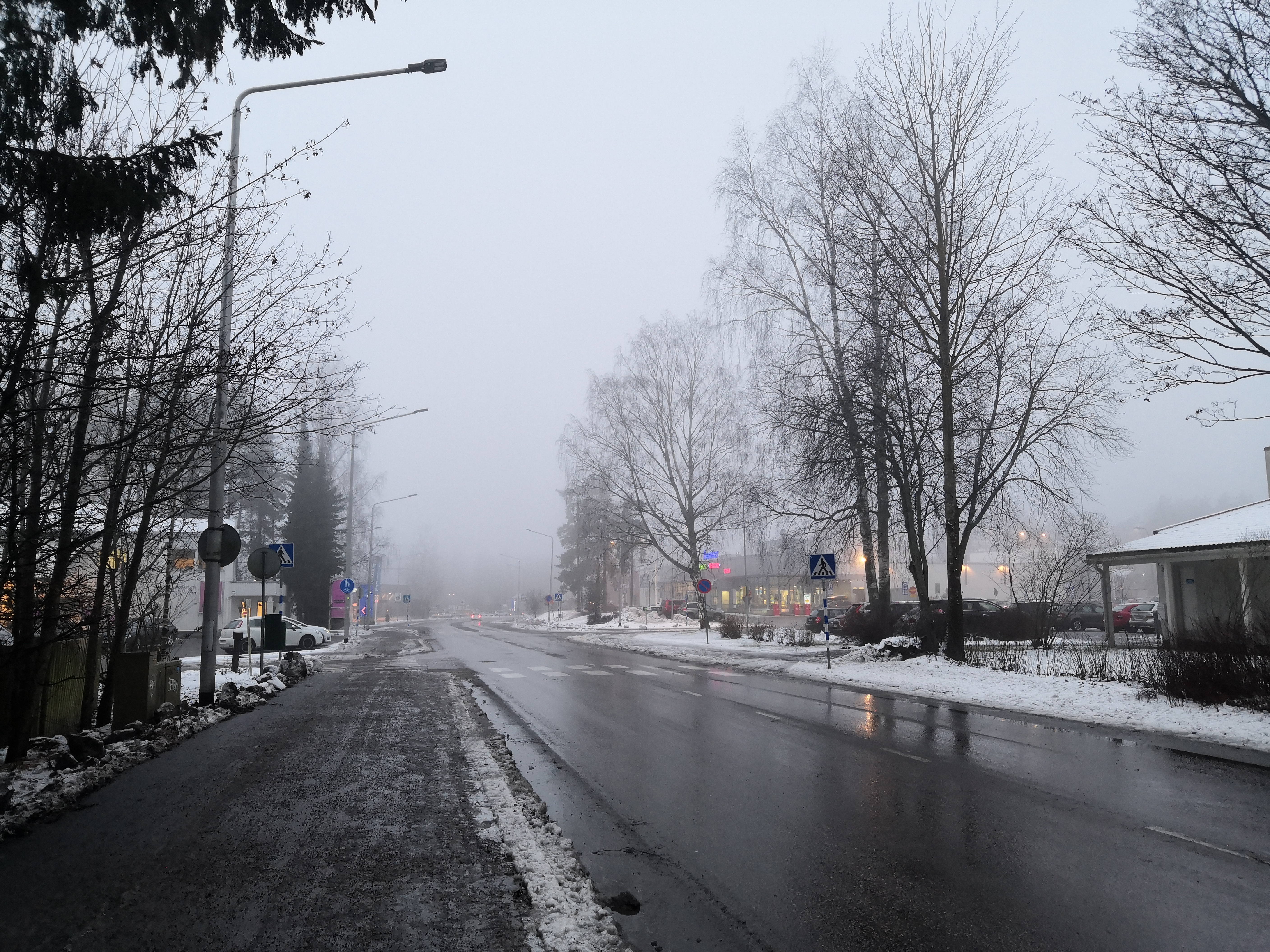
フィンランドのキュメンラークソ県にあるコウヴォラ市は、グレースケールの環境でよく知られています。

灰色（はいいろ、カイショク、英: gray / grey）は物を燃やした際に出る灰のような色。例えば、白と黒の着色材の混合によって作ることができる。無彩色もしくは白と黒の中間色と呼ばれるが、普通は若干の色味を有する。鼠色と呼ぶこともある（ただし、灰色と鼠色は厳密には異なる）。

## さまざまな灰色
黒と白の配合の割合の違いで、さまざまな明度を持つ色を作ることができるが、その色がすべて極めて彩度の低い色になるとは限らない。黒色の着色材には様々な色足があり、白色の着色材を加えるに従い、色味を現す。千々岩英彰は、白色絵具と黒色絵具の混合物は「中性の灰色ではなく、青みを帯びて見える。」としているが、良く知られるように黒色顔料の足色は多様であり、この表現は一面的である。ただし、有機顔料に限っていえば、個性的な足色を有する顔料は、用途や消費量に関しても限定的なものが多く特殊である。
反射率50%の灰色は、明度7.5とされ、視覚的には白に近く見える。マンセル表色系では、明度5を反射率19.27%としている。マンセル表色系における灰色の決定には、二分法、大距離法と呼ばれる比較的新しく考案された知覚尺度構成法が用いられた。なお、以下に挙げるパーセンテージは反射率そのものではない。
| さまざまな灰色   |         |         |         |         |         |         |         |         |         |
| 16進トリプレット | #1a1a1a | #333333 | #4c4c4c | #666666 | #808080 | #999999 | #b2b2b2 | #cccccc | #e5e5e5 |
| HSBにおけるB     | 10%     | 20%     | 30%     | 40%     | 50%     | 60%     | 70%     | 80%     | 90%     |

## 灰の色料
先述のように、灰色の着色材には普通、黒色顔料と白色顔料を用いて、灰色顔料は用いない。市販の灰色の絵具はしばしば、黒色と白色以外にも有色顔料を含む。

### スレート粉
単独で灰を呈色する顔料はほとんど存在しないが、天然スレート粉を挙げることができる。練成に時間のかかる顔料である。天然スレート粉は、ヘンリー・デービスが考案した、デービスグレーとして知られる。ただし、天然スレート粉は品質が一様ではなく管理が困難であり、現在では別の顔料によって色出しするなどの対策が採られている。なお、セメントから作られるスレート板は、粉砕しても顔料の適性をそなえない。

## 灰色に関する事項
- 犯罪の容疑者について、有罪のことをクロ、無罪のことをシロとし、疑わしいが証拠が十分ではない場合を灰色（またはグレー）と表現する[4]。
- 英語では、grayとgreyという2通りの綴りが存在する。greyはイギリス英語で用いられる[5]。
- 日本では、容器保安規則[6]第10条の1で、ガスボンベは、特定の種類のガスや別途例外となる場合を除き、ねずみ色に塗装することに定められている。
- 重要度・関連性・優先度が低いこと、無効・アクセスできないなどの状況を示すために一部の単語や文章、GUIのメニューなどを薄い灰色で表示することがあり、これをグレー表示（グレーアウト）という。

## 近似色
- 鼠色
- 鈍色
- 銀色
- 白
- 黒
- 生牡蠣色
- オフホワイト
- 消炭色
- 利休鼠